# Zebedeu

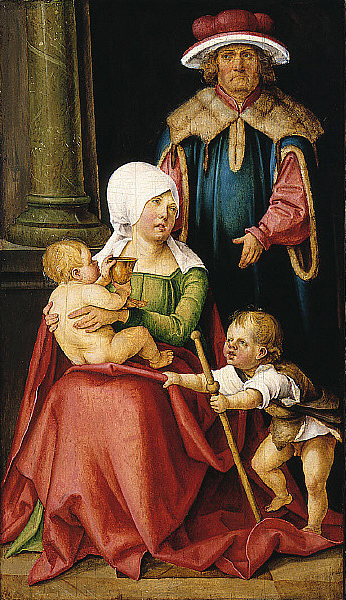
Hans von Kulmbach, Maria Salomé i Zebedeu amb els seus fills Jaume el Major i Sant Joan Apòstol, c. 1511.

Segons la Bíblia, Zebedeu va ser un pescador jueu del segle i, pare de dos apòstols de Jesús. El seu nom sembla procedir d'una arrel hebrea (Ben-Zebdi / Bar-Zebdi) que significa dotat, donat per Déu. Una altra possibilitat és que signifiqui Aquell que serveix a Déu.

## Dades conegudes
Es narra a l'evangeli que Jesús va escollir en primer lloc, quatre deixebles: Andreu i Simó Pere, soci de Zebedeu, i els fills d'aquest, Joan i Jaume).
El primer esment bíblic situa Zebedeu a Galilea, regió per la qual Jesús va efectuar una activitat intensa al voltant dels anys 28 a 30. Zebedeu seria veí de la ciutat de Betsaida i desenvolupava la seva activitat comercial al Mar de Galilea o Tiberíades, denominat així de vegades per la ciutat homònima situada a la riba occidental d'aquest mar.
Per distingir l'apòstol Jaume, fill de Zebedeu (Jaume el Major), d'un altre apòstol de Jesús anomenat Jaume, fill d'Alfeu (Jaume el Menor), habitualment s'esmenta al primer en les Escriptures Sagrades com a fill de Zebedeu, fet que sembla ajudar a l'hora d'atribuir altres dades a Zebedeu. Per exemple, hi ha fonts que associen Zebedeu en matrimoni amb Maria Salomé, una de les dones que, segons l'evangelista Marc "seguia i servia", és a dir, ministrava en sentit material a Jesús. Si és així, podria dir-se que Zebedeu tenia relació parental amb Jesús, i era el seu oncle, atès que Salomé ha estat identificada com a germana de Maria.
La cita registrada a Mc 1:20 sembla apuntar que Zebedeu era propietari del negoci de pesca amb els seus fills, ja que amb ells hi havia persones assalariades, jornalers que treballarien per a ell. La paraula "jornalers" indica una retribució a sou per una feina. Això permet inferir que Zebedeu, pare de Joan i Jaume, tenia un certa solvència econòmica: era propietari de "xarxes",［Mateu 4:21］ sens dubte d'algunes barques, i tenia "jornalers" per a les seves feines. Resulta plausible que persones amb el nivell socioeconòmic de Zebedeu mantinguessin contactes comercials amb Jerusalem, i fins i tot que tinguessin vincles amb el  Temple.

## Cites bíbliques
Zebedeu és esmentat en els següents versicles bíblics:
- Mt 4:21
- Mt 10:2
- Mt 20:20
- Mt 26:37
- Mc 1:19
- Mc 1:20
- Mc 3:17
- Mc 10:35
- Lc 5:10
- Jn 21:2